# Temnora tyrrhus
Temnora tyrrhus är en fjärilsart som beskrevs av Paul Mabille 1879. Temnora tyrrhus ingår i släktet Temnora och familjen svärmare. Inga underarter finns listade i Catalogue of Life.